# سیکاریو (فیلم ۲۰۱۵)
سیکاریو (انگلیسی: Sicario) فیلمی آمریکایی در سبک درام و جنایی به نویسندگی تیلور شریدان و کارگردانی دنی ویلنو است که در سال ۲۰۱۵ منتشر شد. از بازیگران این فیلم می‌توان به امیلی بلانت، بنیسیو دل تورو، جاش برولین، ویکتور گاربر، جان برنثال و دنیل کالویا اشاره کرد. این فیلم توسط لاینزگیت به صورت اکران محدود در ۱۸ سپتامبر ۲۰۱۵ در ایالات متحده به نمایش درآمد. داستان سیکاریو دربارهٔ جنگ مواد مخدر در مکزیک است.

## داستان
طی یک حمله تیم سوات اف‌بی‌آی به یک مخفیگاه مظنونان مکزیکی در چندلر، آریزونا، مأمور کیت میسر، همکار او ریگی واین، و تیم آن‌ها ده‌ها جنازه کشف می‌کنند. هنگامی که تیم اف‌بی‌آی مشغول جستجو محل بود انفجار یک ماده منفجره جاسازی شده باعث کشته شدن دو مأمور شد. بعد از حادثه رئیس کیت، دیو جنینگز، به او پیشنهاد می‌کند تا به همکاری با نیروی ویژه وزارت دفاع و مأمور سی‌آی‌ای، مت گریور، بپردازد تا از این راه بتواند افراد مسئول حوادث شامل مانول دیاز را شناسایی نماید.
در پرواز به ال‌پاسو، تگزاس، کیت با همکار مت، الخاندرو گیلیک آشنا می‌شود. با همراهی مارشال‌های ایالات متحده و تیمی از عوامل نیروی دلتا آن‌ها عملیاتی را در خوارس، چی‌واوا، مکزیک انجام می‌دهند که در طی آن یکی از افراد رده بالای دیاز، برادرش گویلرمو، را به ایالات متحده منتقل می‌کنند. در هنگام بازگشت به ایالات متحده افراد کارتل سعی در نجات گوبلرمو می‌کنند که همه آن‌ها توسط تیم اسکورت کشته می‌شوند. آن‌ها به الپاسو بازمی‌گردند و مت و الهاندرو با شکنجه گوبلرمو از وجود تونلی در مرز ایالات متحده و مکزیک که توسط دیاز برای انتقال مواد مخدر استفاده می‌شود آگاه می‌شوند.
در یکی از مرزهای مکزیک الهاندرو شروع به سؤال‌پیچ کردن مهاجران غیرقانونی می‌کنند. با پافشاری کیت و ریگی، مت آن‌ها را از نقشه‌شان آگاه می‌کنند. آن‌ها می‌خواهند با ایجاد اخلال سر و صدا در عملیات مواد مخدر دیاز باعث شوند تا او با مکزیک تماس گرفته و تیم رد محل رئیس وی را: سونرا کارتل پادشاه بوستو آلارکن را بیابد. تیم محل تونل را شناسایی می‌کند و در بانکی که توسط پولشوهای دیاز استفاده می‌شود کیت با جمع‌آوری مدارک جنینگز را از آغاز پرونده آگاه می‌کند؛ ولی جنینگز با طرفداری از مسئولان کیت را از پیگیری این مورد بازمی‌دارد.
در باری ریگی کیت را به تد که یک پلیس محلی در آریزونا است معرفی می‌کند. آن دو پس از گذراندن مدت زمانی در بار به محل کیت می‌روند. زمانی که می‌خواهند در خانه کیت با هم همبستر شوند کیت به‌طور اتفاقی در می‌یابد که یکی از بست‌های کشی در خرت و پرت‌های تد مشابه بست‌های کشیی است که توسط پول شوی دیاز استفاده می‌شد. تد با آگاهی از شک کیت به فساد خودش سعی می‌کند کیت را خفه کند. در این زمان الخاندرو که کیت را از حادثه بانک زیر نظر داشت و می‌دانست که کارتل کسی را برای کشتن کیت اجیر خواهد کرد از راه می‌رسد و او را نجات می‌دهد. الخاندرو و مت با تهدید جان تد و خانواده‌اش از او اسامی پلیس‌های فاسدی را که برای دیاز کار می‌کنند را از او می‌گیرند.
صبح بعد مت و تیم او برای دنبال کردن دیاز که سرانجام با آلارکن تماس گرفته آماده می‌شوند. کیت با این استدلال که اف‌بی‌آی هیچ مسئولیتی در مکزیک ندارد و او و ریگی از اینکه تنها در این باره برای مشروعیت بخشیدن به فعالیت سی‌آی‌ای در داخل خاک ایالات متحده همکاری کنند مقاومت می‌کند. تیم سرانجام با حمله به تونل الخاندرو را به داخل مکزیک عبور می‌دهند، او در طرف مکزیکی تونل یکی از عوامل دو جانبه دیاز-یک پلیس فاسد مکزیک به نام سیلویو را می‌دزدد. کیت الهاندرو را دنبال می‌کند و سعی می‌کند که او را دستگیر نماید ولی او با شلیک به جلیقه ضد گلوله کیت به او می‌گوید که به تونل و طرف آمریکایی برگردد. الخاندرو سیلویو را مجبور به تعقیب دیاز در داخل ماشی پلیس خود می‌کند. کیت در طرف آمریکایی از مت پاسخ می‌خواهد که هدف آن‌ها قوی کردن کنترل ایالات متحده بر مواد مخدر به توسط احیای کارتل مدئین به عنوان تنها قدرت می‌باشد. الخاندرو برای کشتن آلارکن اجیر شده و همچنین او می‌خواهد انتقام شخصی از آلارکن بگیرد.
الهاندرو با کمک سی‌آی‌ای به همراه سیلویو در منطقه‌ای مشکوک به دنبال دیاز می‌رود و اتومبیل مرسدس بنز او را در منطقه‌ای متروک متوقف می‌کند، پس از کشتن سیلویو دیاز را به اسارت می‌گیرد. در این زمان به همراه دیاز به منطقه آلارکن می‌رود و دیاز و نگهبانان آلارکن را می‌کشد. سپس او پس از کشتن خانواده آلارکن خود او را نیز می‌کشد. صبح بعد الخاندرو به خانه کیت می‌رود و با تهدید به مرگ از کیت امضا می‌گیرد که تمامی عملیات مشروع بوده‌است.

## جوایز
سیکاریو نامزد دریافت جایزه اسکار در سه رشته مختلف شامل بهترین فیلمبرداری، بهترین موسیقی فیلم و بهترین تدوین صدا شد.